# Asten
Asten ( udtale ?; Brabantsk: Ááste) er en kommune og en by i den sydlige provins Noord-Brabant i Nederlandene. 
Asten består af Asten (13.069 indbyggere), Heusden (2394 indbyggere), og Ommel (925 indbyggere).
- Wikimedia Commons har flere filer relateret til Asten

51°24′11″N 5°44′49″Ø / 51.403°N 5.747°Ø